# Samoaia mallochi
Samoaia mallochi är en tvåvingeart som beskrevs av Wheeler och Kambysellis 1966. Samoaia mallochi ingår i släktet Samoaia och familjen daggflugor.
Artens utbredningsområde är Samoa. Inga underarter finns listade i Catalogue of Life.